# 利维纳隆戈-德尔科尔迪拉纳
利维纳隆戈-德尔科尔迪拉纳（義大利語：Livinallongo del Col di Lana），是意大利威尼托大区贝卢诺省的一个市镇。总面积99平方公里，人口1403人，人口密度14.2人/平方公里（2009年）。国家统计（ISTAT）代码为025030。

## 友好城市
- 義大利古比奥 2014年